# محسن روزبهانی
محسن روزبهانی متخصص جلوه‌های ویژه میدانی و جلوه‌های ویژه سینما و رئیس انجمن جلوه‌های ویژه میدانی ایران است.
روزبهانی با ۱۱ بار برنده‌شدن سیمرغ بلورین بهترین جلوه‌های ویژه میدانی رکورددار دریافت جایزه این بخش از جشنواره فیلم فجر است. وی همچنین برندهٔ تندیس بهترین جلوه‌های ویژه میدانی برای فیلم تنگه ابوقریب در بیست و یکمین جشن سینمای ایران (۱۳۹۸) شد.

## فیلم‌شناسی

### جلوه‌های ویژه میدانی
- ۲۳ نفر (۱۳۹۷)، کاندید برای دریافت جایزه بهترین جلوه‌های میدانی در جشنواره سی و هفتم فیلم فجر.[۲]
- غلامرضا تختی (۱۳۹۷)
- به وقت شام (۱۳۹۶)
- سرو زیر آب (۱۳۹۶)
- تنگه ابوقریب (۱۳۹۶)
- یتیم خانه ایران (۱۳۹۴)
- حکایت عاشقی (۱۳۹۳)
- ماهی سیاه کوچولو (۱۳۹۳)
- استرداد (۱۳۹۲)
- معراجی‌ها (۱۳۹۱)
- آشغال‌های دوست داشتنی (۱۳۹۱)
- زیباتر از زندگی (۱۳۹۰)
- ۳۳ روز (۱۳۸۹)
- آسمان هشتم (۱۳۸۹)
- نمایش بزرگ شب آفتابی (۱۳۹۱)
- نمایش بزرگ شبی در کهکشان‌ها (۱۳۹۳)

### مسئول جلوه‌های ویژه
- ۳۳ روز (۱۳۸۹)
- نمایش بزرگ شب آفتابی (۱۳۹۱)
- نمایش بزرگ شبی در کهکشان‌ها (۱۳۹۳)
- در میان ابرها (۱۳۸۶)
- محافظ (۱۳۸۶)
- هامون و دریا (۱۳۸۶)
- ستاره‌ها (جلد ۱: ستاره می‌شود) (۱۳۸۴)
- ستاره‌ها (جلد ۲: ستاره است) (۱۳۸۴)
- ستاره‌ها (جلد ۳: ستاره بود) (۱۳۸۴)
- شب بخیر فرمانده (۱۳۸۴)
- دوئل (۱۳۸۲)
- صنوبر (۱۳۸۰)
- آب و آتش (۱۳۷۹)
- باران (۱۳۷۹)
- بچه‌های بد (۱۳۷۹)
- روبان قرمز (۱۳۷۷)
- جان‌سخت (۱۳۷۶)
- سلطان (۱۳۷۵)
- قاصدک (۱۳۷۵)
- برج مینو (۱۳۷۴)
- بوی پیراهن یوسف (۱۳۷۴)
- پدر (۱۳۷۴)

### جلوه‌های ویژه
- روزهای زندگی (۱۳۹۰)
- نمایش بزرگ شب آفتابی (۱۳۹۱)
- نمایش بزرگ شبی در کهکشان‌ها (۱۳۹۳)
- ضد گلوله (۱۳۹۰)
- ملکه (۱۳۹۰)
- خاک و آتش (۱۳۸۹)
- راه آبی ابریشم (۱۳۸۹)
- زمهریر (۱۳۸۸)
- چهره به چهره (۱۳۸۷)
- حریم (۱۳۸۷)
- زادبوم (۱۳۸۷)
- شب واقعه (۱۳۸۷)
- کلانتری غیرانتفاعی (۱۳۸۷)
- یک وجب از آسمان (۱۳۸۷)
- اشکان، انگشتر متبرک و چند داستان دیگر (۱۳۸۶)
- خواب لیلا (۱۳۸۶)
- یوسف پیامبر (۱۳۸۶)
- اتوبوس شب (۱۳۸۵)
- اقلیما (۱۳۸۵)
- خدا نزدیک است (۱۳۸۵)
- روز سوم (۱۳۸۵)
- زن بدلی (۱۳۸۵)
- سنگ، کاغذ، قیچی (۱۳۸۵)
- مثل یک قصه (۱۳۸۵)
- به آهستگی (۱۳۸۴)
- ستاره‌ها (جلد ۱: ستاره می‌شود) (۱۳۸۴)
- سفر به هیدالو (۱۳۸۴)
- شاهزاده ایرانی (۱۳۸۴)
- شب بخیر فرمانده (۱۳۸۴)
- شبانه (۱۳۸۴)
- شهر آشوب (۱۳۸۴)
- بید مجنون (۱۳۸۳)
- خیلی دور، خیلی نزدیک (۱۳۸۳)
- سالاد فصل (۱۳۸۳)
- کافه ستاره (۱۳۸۳)
- گیلانه (۱۳۸۳)
- خداحافظ رفیق (اپیزود اول، خداحافظ رفیق) (۱۳۸۲)
- خداحافظ رفیق (اپیزود دوم، یک لحظه رنگین کمان) (۱۳۸۲)
- خداحافظ رفیق (اپیزود سوم، گل شیشه‌ای) (۱۳۸۲)
- بادام‌های تلخ (۱۳۷۸)
- رنجر (۱۳۷۸)
- شراره (۱۳۷۸)
- لانه عقابها (۱۳۷۸)
- کمکم کن (۱۳۷۷)
- آژانس شیشه‌ای (۱۳۷۶)
- رنگ خدا (۱۳۷۶)
- سرزمین خورشید (۱۳۷۵)
- آخرین شناسایی (۱۳۷۲)
- سجاده آتش (۱۳۷۲)
- پیشتازان فتح (۱۳۶۳)

### تدارکات نظامی
- سجاده آتش (۱۳۷۲)
- بر بال فرشتگان (۱۳۷۱)